# سینیکا کورکینن
سینیکا میریام کورکینن (زادهٔ ۱۹۳۵) نقاش فنلاندی است. او در هلسینکی و پاریس تحصیل کرده‌است.
کورکینن در کارلیای جنوبی به دنیا آمد. او اولین نمایشگاه خود را در ایماترا در سال ۱۹۵۵ و در هلسینکی در سال ۱۹۵۸ برگزار کرد. آثار او را می‌توان در آتنیوم، موزه هنر ایماترا و در مکان‌های مختلف دیگر در سراسر فنلاند مشاهده کرد.